# Ramjakot
Ramjakot – gaun wikas samiti w zachodniej części Nepalu w strefie Gandaki w dystrykcie Tanahu. Według nepalskiego spisu powszechnego z 2001 roku liczył on 753 gospodarstw domowych i 4608 mieszkańców (2446 kobiet i 2162 mężczyzn).